# U 120 (U-Boot, 1940)
U 120 war ein deutsches U-Boot vom Typ II B, das im Zweiten Weltkrieg von der deutschen Kriegsmarine eingesetzt wurde.

## Geschichte
Der Auftrag für das Boot wurde am 28. August 1937 an die Flender-Werke, Lübeck vergeben. Die Kiellegung erfolgte am 31. März 1938, der Stapellauf am 16. März 1940, die Indienststellung unter Oberleutnant zur See Ernst Bauer am 20. April 1940.
Das Boot gehörte nach seiner Indienststellung als Schulboot zur U-Boots-Schulflottille in Kiel, die am 1. Juli 1940 in 21. U-Flottille umbenannt und nach Pillau verlegt wurde, und danach vom 17. März 1945 bis zum 5. Mai 1945 als Ausbildungsboot zur 31. U-Flottille in Hamburg.
U 120 war ein reines Schul- und Ausbildungsboot und lief zu keinen Unternehmungen aus.

## Verbleib
Das Boot wurde am 5. Mai 1945 in Wesermünde gemäß dem lange bestehenden, allerdings von Großadmiral Dönitz noch am Abend des 4. Mai 1945 aufgehobenen Regenbogen-Befehl von seiner Besatzung selbstversenkt. Das Wrack wurde 1949 gehoben und im November 1950 verschrottet.